# Enna Bassa
Enna Bassa (Sant'Anna) is een plaats (frazione) in de Italiaanse gemeente Enna.

## Voetnoten
1. ↑  Agenda 21 Enna. Gearchiveerd op 5 maart 2016.